# 高須停留場
高須停留場（日语：／ Takasu teiryūjō */?），是位於高知縣高知市高須本町，土佐電交通後免線的電車站。

## 歷史
此電車站在1910年（明治43年）10月，由土佐電交通的前身土佐電氣鐵道葛島橋西詰停留場至鹿兒停留場之間開通，此電車站同時啟用。在1942年（昭和17年），此電車站一度暫停營業，然後於10年後復活。
- 1910年（明治43年）10月15日 - 土佐電氣鐵道電車站啟用[1][2]。
- 1942年（昭和17年）7月29日 - 電車站暫停營業[1][2]。
- 1952年（昭和27年）7月1日 - 電車站恢復營業[1][2]。
- 2014年（平成26年）10月1日 - 土佐電氣鐵道、高知縣交通（日语：高知県交通）和土佐電Dream Service（日语：土佐電ドリームサービス）合併，土佐電交通成立[3]。成為土佐電交通的電車站。

## 電車站構造
電車站是建造在專用路軌上，設有2面2線的相對式乘車處。南邊為播磨屋橋方向月台，北邊為後免町方向月台。播磨屋橋方向月台西邊設有廁所。

## 電車站周邊
- 高須簡易郵局
- 高須保育園
- 國道195號（日语：国道195号）

## 巴士路線
在「高須」巴士站中設有以下巴士路線停靠。
| 乘車處 | 系統                     | 主要途經         | 目的地             | 巴士公司   | 備註               |
| ------ | ------------------------ | ---------------- | ------------------ | ---------- | ------------------ |
|        | K2                       | 介良通、本江田町 | 潮見台三丁目       | 土佐電交通 | 星期六及日暫停服務 |
|        | K1,K2-T1                 | 知寄町、播磨屋橋 | 棧橋車廠           | 土佐電交通 |                    |
| K2-Y1  | 知寄町、播磨屋橋、縣廳前 | 學藝高校         | 星期六及日暫停服務 | 土佐電交通 |                    |
| K2-C1  | 知寄町、播磨屋橋         | 縣廳前           | 星期六及日暫停服務 | 土佐電交通 |                    |

## 相鄰電車站
土佐電交通
後免線
文珠通－高須－縣立美術館通

## 注腳
1. 1 2 3 4 5  《土佐電鉄が走る街 今昔》100・156-158頁
2. 1 2 3  今尾惠介（監修）. . 11 中国四国. 新潮社. 2009: 60. ISBN 978-4-10-790029-6 （日语）.
3. ↑  上野宏人. . 毎日新聞 (毎日新聞社). 2014-10-02 （日语）.
4. ↑  川島令三. . 【図説】 日本の鉄道. 第2巻 四国西部エリア. 講談社. 2013: 37・91頁. ISBN 978-4-06-295161-6 （日语）.